# ルキウス・カエキリウス・メテッルス・ディアデマトゥス
ルキウス・カエキリウス・メテッルス・ディアデマトゥス（ラテン語: Lucius Caecilius Metellus Diadematus、生没年不詳）は、紀元前2世紀後期から紀元前1世紀初期の共和政ローマの政治家。紀元前119年に執政官（コンスル）を務めた。

## 出自

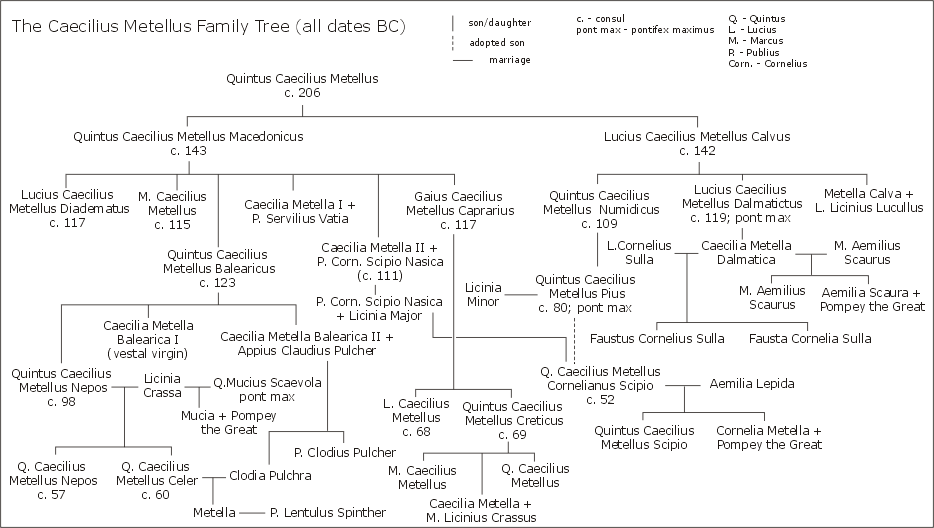
カエキリウス・メテッルス家系図

カエキリウス・メテッルス家の出身。伝説によれば、カエキリウス氏族は火の神ウゥルカーヌスの息子で、プラエネステ（現在のパレストリーナ）の建設者であるカエクルス（en）の子孫とする。メテッルス家は紀元前3世紀の初めに元老院に議席を得た。最初に執政官となったのは紀元前284年のルキウス・カエキリウス・メテッルス・デンテルである。パトリキ（貴族）であるセルウィリウス氏族と協力し、メテッルス家は紀元前140年代から元老院における最も有力な家系となった。特に紀元前123年から紀元前109年にかけては6人の執政官を出している。
ディアデマトゥスはクィントゥス・カエキリウス・メテッルス・マケドニクスの次男である。ルキウス・カエキリウス・メテッルス・カルウスは叔父、ルキウス・カエキリウス・メテッルス・ダルマティクスとクィントゥス・カエキリウス・メテッルス・ヌミディクスは従兄弟である。
長兄はクィントゥス・カエキリウス・メテッルス・バリアリクス、弟にマルクス・カエキリウス・メテッルスおよびガイウス・カエキリウス・メテッルス・カプラリウスであり、4兄弟全員が執政官を務めた。

## 経歴
ディアデマトゥスと言うアグノーメン（愛称）は、彼が額に傷を負い、長期間包帯を巻いていたことによる。ディアデマトゥスが歴史に登場するのは紀元前129年のことである。父マケドニクスの政敵であるスキピオ・アエミリアヌスが急死すると、マケドニクスは生前の敵対関係にもかかわらず、彼の息子たちに葬儀に参加するように命じた。おそらく、紀元前120年代後半のガイウス・センプロニウス・グラックスの演説の一つは、ディアデマトゥスに向けられたものであろう。
執政官就任年とウィッリウス法の規定から、ディアデマトゥスは遅くとも紀元前120年にはプラエトル（法務官）に就任したはずである。紀元前117年には執政官に就任する。同僚執政官は同じくプレブスのクィントゥス・ムキウス・スカエウォラであった。くじ引きの結果、ディアデマトゥスはイタリアを担当することになったが、おそらくこのときにカエキリア街道を建設したと考えられる。現存する資料では、ディアデマトゥスの執政官任期中に発生した大きな出来事は一つだけで、従兄弟のメテッルス・ダルマティクスがダルマティアに勝利したというものである。紀元前116年、ディアデマトゥスはプロコンスル（前執政官）としてガリア・キサルピナ属州総督を務めたと思われる。
紀元前115年のケンソル（監察官）の一人はルキウス・カエキリウス・メテッルスである。カピトリヌスのファスティの欠損のため、アグノーメンは分からないが、ディアデマトゥスあるいは従兄弟のダルマティクスの何れかであろう。もう一人の監察官グナエウス・ドミティウス・アヘノバルブスと共に元老院議員の調査を行い、前年の執政官ガイウス・リキニウス・ゲタを含む32名を元老院から除名した。
紀元前100年には、ディアデマトゥスはポプラレス（民衆派）の護民官ルキウス・アップレイウス・サトゥルニヌスの改革に反対した元老院議員の一人であった。サトゥルニヌスが対立候補を殺害したことをきっかけに、元老院は「セナトゥス・コンスルトゥム・ウルティムム（元老院最終布告）」を出す。決戦前夜にサンクスの神殿と国の武器庫からローマの民衆に武器が与えられた。キケロは、その場に現れた元執政官の一人としてディアデマトゥスを挙げている。サトゥルニヌスに反対していたクィントゥス・カエキリウス・メテッルス・ヌミディクスは自主亡命の形でローマを去っていたが、紀元前99年になってディアデマトゥスを含む元老院議員がヌミディクスのローマ帰還を求めている。

## 子孫
W. ドルマンは、紀元前90年の護民官クィントゥス・カエキリウス・メテッルス・セレルは息子であるとしている。紀元前79年の執政官アッピウス・クラウディウス・プルケルの妻は、ディアデマトゥスの娘の可能性がある。

## 参考資料

### 古代の資料
- ウァレリウス・マクシムス『有名言行録』
- エウトロピウス『首都創建以来の略史』
- ティトゥス・リウィウス『ローマ建国史』
- プルタルコス『対比列伝』
- プルタルコス『王と将軍たちの名言集』
- マルクス・トゥッリウス・キケロ『ガイウス・ラビリウス弁護』、21
- マルクス・トゥッリウス・キケロ『元老院での帰国感謝演説』

### 研究書
- Broughton R. Magistrates of the Roman Republic. - New York, 1951. - Vol. I. - P. 600.
- Korolenkov A. "Mari, Cinna and Metelli" // Herald of Ancient History. - 2013. - No. 4 . - P. 113-122 .
- Münzer F. Caecilius // Paulys Realencyclopädie der classischen Altertumswissenschaft . - 1897. - Bd. III, 1. - Kol. 1206.
- Münzer F. Caecilius 93 // Paulys Realencyclopädie der classischen Altertumswissenschaft . - 1897. - Bd. III, 1.
- Wiseman T. Legendary Genealogies in Late-Republican Rome // G&R. - 1974. - No. 2 . - S. 153-164 ..
- Syme R. The Augustan aristocracy. Oxford, 1986.
- Trukhina N. "Politics and politics of the "golden age" of the Roman Republic" - M .: Publishing house of the Moscow State University, 1986. - 184 p.